# Llenandose de gusanos
Llenandose de gusanos è il secondo album in studio del gruppo musicale giapponese Corrupted, pubblicato nel 1999 dalla HG Fact.

## Tracce
CD 1
1. Sangre/Humanos ("Blood/Humans") – 49:56

CD 2
1. El mundo ("The World") – 73:55

## Formazione
- Talbot – chitarra
- Jose – basso
- Chew Hasegawa – batteria
- Hevi – voce